# Chiesa di Santa Margherita (Genova)
La chiesa di Santa Margherita è la parrocchiale di Marassi, quartiere di Genova, in città metropolitana ed arcidiocesi di Genova; fa parte del vicariato di Marassi - Staglieno.

## Storia
La prima citazione di una chiesetta a Marassi dedicata a santa Margherita risale al 1027; questa cappella, originariamente dipendente dalla prevostura dei Santi Nazario e Celso, in seguito fu affidata ai monaci benedettini dell'abbazia di Santo Stefano.
La cura d'anime del borgo, dopo essere passata sotto l'influenza del capitolo della cattedrale di San Lorenzo, passò nel 1444 ai frati minori e successivamente al clero diocesano; nel 1604 papa Clemente VIII assegnò la chiesa ai carmelitani, che realizzarono un convento attiguo e che provvidero al rifacimento del coro della struttura.
Nel 1619 la chiesa e il convento vennero ceduti ai frati Minimi di Gesù e Maria, i quali ampliarono il convento e sottoposero la parrocchiale a un generale intervento di rifacimento e di ingrandimento.
La consacrazione venne impartita il 16 ottobre 1769 dall'arcivescovo genovese Giovanni Lercari e nel 1866 la facciata fu rimaneggiata; la chiesa fu restaurata in seguito al bombardamento del 1942.

## Descrizione

### Esterno
La facciata a salienti della chiesa è suddivisa da una cornice marcapiano in due registri: quello inferiore, più largo e scandito da sei lesene corinzie, presenta nel mezzo il portale maggiore, sormontato da un architrave su peducci e da un dipinto ad affresco delimitato da un'elaborata cornice in rilievo, mentre ai lati, al di sopra del basamento, si trovano quattro specchiature ad arco, coronate da bassorilievi e da finestrelle a tutto sesto; quello superiore, tripartito da quattro lesene sorreggenti il timpano di forma triangolare e affiancato da due volute alle estremità, è caratterizzato da un finestrone centrale a tutto sesto, chiuso da una balaustra marmorea e fiancheggiato da specchiature ad arco e bassorilievi.

### Interno
L'interno dell'edificio si compone di un'unica navata coperta da una volta a botte affrescata, sulla quale si aprono quattro cappelle laterali con volte a vela, e del transetto, anch'esso voltato a botte, sul quale si affacciano due ulteriori cappelle; al termine dell'aula si sviluppa il presbiterio, a sua volta chiuso dall'abside di forma semicircolare, riccamente dipinta sulle pareti e sul catino.
Nella chiesa sono conservate opere di importanti artisti di scuola genovese, tra le quali il Crocifisso con Maria Vergine e san Giovanni Evangelista di Bernardo Castello (1557-1629), i Santi Michele, Gerolamo e Bartolomeo e sant'Anna in contemplazione della Vergine di Giovanni Battista Carlone (1603-1680) e la Decollazione del Battista di Domenico Fiasella (1589-1669), quest'ultimo proveniente dalla chiesa di San Giovanni Battista di Paverano.,